# Die Blaue Vier

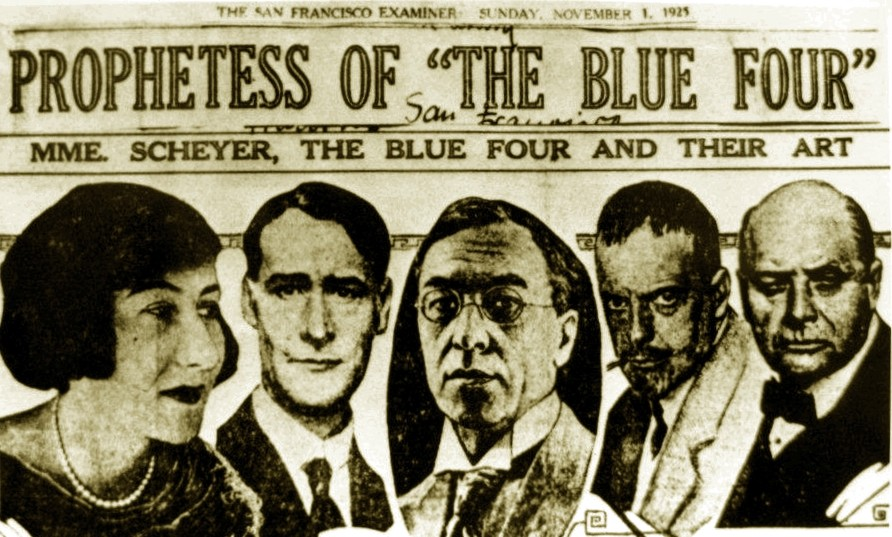
The San Francisco Examiner, sida som visar Galka Scheyer tillsammans med konstnärerna.

Die Blaue Vier (ty. "De fyra blå"). Från och med 1924 och ett tiotal år framåt ställde målarna Vasilij Kandinskij, Aleksej von Jawlensky, Paul Klee och Lyonel Feininger ut tillsammans under detta namn i Europa och USA.
Namnet Die Blaue Vier föreslogs av Galka Scheyer som en hänvisning till Der Blaue Reiter. Hon organiserade även utställningar för gruppen i Förenta staterna. Genom Scheyers förmedling såldes flera målningar till filmstjärnor som Fritz Lang, Josef von Sternberg, Marlene Dietrich och Greta Garbo.